# Ubertas
Ubertas was een Romeinse godin. Ze was de personificatie van de vruchtbaarheid van de aarde.
Ze werd vaak voorgesteld als een mooie vrouw, die een hoorn des overvloeds uitstort. Haar beeltenis staat op veel munten van Romeinse keizers.